# Чурикасы
Чурикасы́ (чув. Чурикасси) — деревня в Моргаушском районе Чувашской Республики. Входит в состав Кадикасинского сельского поселения.

## География
Находится в северо-западной части Чувашии, на расстоянии приблизительно 11 км на север-северо-восток по прямой от районного центра села Моргауши.

## История
Известна с 1795 года, когда здесь (тогда выселок деревни Ачкарен, что ныне в составе Кюрегаси) было учтено 20 дворов. В 1858 году было учтено 335 человек. В 1906 году отмечено дворов 90 и жителей 458, в 1926 — дворов 111 и жителей 495, в 1939—261 житель, в 1979—196. В 2002 году было 59 дворов, в 2010 — 46 домохозяйств. В 1928 году был образован колхоз «Танк», в 2010 действовало ОАО "Птицефабрика «Моргаушская».

## Население
Постоянное население составляло 146 человек (чуваши 97 %) в 2002 году, 113 в 2010.